# 马蒂希霍芬附近费德基兴
马蒂希霍芬附近费德基兴是奥地利上奥地利州因河畔布劳瑙县的一个市镇。总面积35平方公里，总人口1876人，人口密度53.6人/平方公里（2005年）。